# Lord luogotenente dell'Aberdeenshire
Il Lord Luogotenente dell'Aberdeenshire è il rappresentante del sovrano del Regno Unito nel territorio facente parte, un tempo, della contea di Aberdeen prima della sua abolizione.

La carica fu istituita il 6 maggio 1794.

## Lista dei Lord Luogotenenti dell'Aberdeenshire
- Alexander Gordon, IV duca di Gordon (17 marzo 1794 - 1808[2]
- George Gordon, V duca di Gordon (12 aprile 1808 – 28 maggio 1836)
- William George Hay, XVIII conte di Erroll (6 giugno 1836 - 19 aprile 1846)
- George Hamilton Gordon, IV conte di Aberdeen (21 aprile 1846 – 14 dicembre 1860)
- Charles Gordon, X marchese di Huntly (13 febbraio 1861 – 18 settembre 1863)
- Francis Keith-Falconer, VIII conte di Kintore (28 dicembre 1863 – 18 luglio 1880)
- John Hamilton-Gordon, I marchese di Aberdeen e Temair (17 settembre 1880 – 7 marzo 1934)
- George Gordon, II marchese di Aberdeen e Temair (11 maggio 1934 – 1959)
- Sir Iain Forbes-Leith (29 gennaio 1959 – 17 marzo 1973)
- David Gordon, IV marchese di Aberdeen e Temair (18 giugno 1973 – 13 settembre 1974)
- Sir Maitland Mackie (11 febbraio 1975 – 1987)
- Colin Farquharson (13 maggio 1987 – 1998)
- Sir Angus Farquharson (19 ottobre 1998 – 2010)
- James Ingleby (13 luglio 2010 – 20 marzo 2020)
- Alexander Philip Manson (2 aprile 2020 - attuale)[3]